# ニール・ポストマン
ニール・ポストマン（Neil Postman, 1931年3月8日 - 2003年10月5日）は、アメリカの作家、教育者、メディア論者、文化評論家である。
彼は、パソコン、携帯端末、車のクルーズコントロールなどのデジタル技術を敬遠し、学校でのパソコンなどの技術利用を批判した。 テクノロジーと教育に関する20冊の本を出版し、例えば、Amusing Ourselves to Death (1985), Conscientious Objections (1988), Technopoly: The Surrender of Culture to Technology (1992), The Disappearance of Childhood (1982), The End of Education: Redefining the Value of School (1995)などがあげられる。

## 略歴
ポストマンはニューヨークで生まれ、そこで人生の大半を過ごした。1953年、ニューヨーク州立大学フレドニア校を卒業後、軍隊に入隊するが、5ヶ月足らずで除隊する。 1955年にコロンビア大学ティーチャーズ・カレッジで修士号、1958年に教育学博士号を取得した。 1958年にサンフランシスコ州立大学英語学科に着任し、1959年にニューヨーク大学（NYU）で教鞭を振るった。
1971年、ニューヨーク大学スタインハート教育学部で、メディアエコロジーの大学院プログラムを設立し、プログラム長を務めた。また、1993年に教育学部唯一の大学教授となり、2002年まで文化コミュニケーション学部の学部長を務めた。
2003年10月5日、ポストマンは肺がんのため、クイーンズ区フラッシングの病院で72歳で死去した。当時、妻のシェリー・ロス・ポストマンと結婚して48年であった。彼らには3人の子供がいた。

## 業績
ポストマンは精力的に執筆活動に取り組み、これまでに20冊の本を書き、200以上の雑誌や新聞に寄稿している。例えば、ニューヨークタイムズ誌、アトランティックマンスリー誌、ハーパーズ誌、タイム誌、サタデーレビュー誌、ハーバード教育評論、ワシントンポスト誌、ロサンゼルスタイムズ誌、シュテルン誌、ルモンド誌など、多様な媒体に寄稿している。
1976年から1986年まで季刊誌『ETC: A Review of General Semantics』の編集長を務めた。1976年、ポストマンはCBS-TVのSunrise Semesterで「コミュニケーション：目に見えない環境」というニューヨーク大学の単位のためのコースを教えた。
彼はまたThe Nationの寄稿編集者でもあった。
彼が1974年にETDの3号で掲載された論文は、2013年10月に75周年記念版の一部として、ETCにて再掲載されている。